# Valentine Val
Valentine Anna Micolaud dite Valentine Val, née à Saint-Josse-ten-Noode le 23 septembre 1870 et morte à Paris 17e le 18 avril 1943, est une artiste peintre française d'origine belge.

## Biographie
Fille d'un négociant bruxellois installé à Paris après la guerre de 1870, Valentine Val est d'abord le modèle d'Auguste Renoir, puis son élève. Elle devient vers 1890 la compagne de Charles Fray (1858-1939),, un banquier parisien familier de Renoir, et commence à peindre, après avoir suivi l'enseignement d'Eugène Carrière. Ses toiles représentant des natures mortes et des bouquets de fleurs sont particulièrement appréciées,. Elle peint aussi des paysages et quelques portraits. 
Elle quitte Charles Fray en 1911 pour épouser le 26 décembre 1912 le peintre et illustrateur Tancrède Synave et prend dès lors le nom d'artiste de Val-Synave.
Elle tenait un salon artistique et mondain chez elle à Paris, avenue des Ternes, où elle recevait les artistes et intellectuels de son époque. Édouard Vuillard a peint plusieurs portraits de Valentine Val.
Décédée à l'âge de 72 ans, elle est inhumée au cimetière de Montmartre au côté de ses parents, de Charles Fray, son premier mari, et de leur fils René mort prématurément à l'âge de 13 ans,.

## Expositions
- Galerie Druet :
  - Exposition de 1912[13]

- Salon de la Société nationale des Beaux-Arts :
  - Salon de 1913 : Le vase de roses[14]
  - Salon de 1914[15]

- Galerie Bernheim-Jeune :
  - Exposition de 1916[16]

- Salon des Indépendants :
  - Salon de 1921[17]